# Farkas Géza (gazdasági író)
Alsóőri Farkas Géza (Mocsa, Komárom vármegye, 1870. január 16. – Drégelypalánk, Hont vármegye, 1944. július 27.), az országgyűlés Felsőházának a tagja, hercegprímási uradalmi intéző, közgazdasági író, az Országos Dohánytermelő Egyesület alelnöke, földbirtokos.

## Élete
A magyaróvári Magyar Királyi Gazdasági Akadémia elvégzése után a hercegprímási uradalom szolgálatába lépett, ahol a gyakorlati gazdálkodás terén érvényesítette tehetségét. 1897-ben Drégelypalánkon telepedett le, ahol a gyakorlatban is foglalkozott a dohány termesztésével. 1900. január 10-én feleségül vette Tárczay Erzsébetet Miskolcon. Kora ifjúságától kezdve állandóan részt vett az agrártársadalmi mozgalmakban, vármegyéje közéletében és az országos gazdaérdekű kezdeményezésekben is mindig komoly értéket képviselt. Csaknem 50 éven át tagja volt az Országos Magyar Gazdasági Egyesületnek (OMGE), amely az 1923. évi közgyűlésén igazgatóválasztmányi tagjává választotta, és ezt a tisztséget haláláig betöltötte.
Számtalan cikket írt az OMGE lapjába a gazdatársadalom szervezkedésének témájától a földreform kérdésén át a cigánykérdés rendezéséig. Az első világháború után az Amerikai Egyesült Államokban gazdasági tanulmányúton vett részt és az ott szerzett tapasztalatairól ugyancsak a lapban számolt be. Mint bérlő tevékeny szerepet játszott az első világháború idején létesült Földbérlők Országos Egyesületében. Javaslatára alakult meg a Dohánytermelők Országos Egyesülete, miután az Országos Magyar Földbérlő Egyesület szervezésében kezdeményezésére mozgalom indult azzal a céllal, hogy egy országos dohánytermelő egyesületet és ezzel kapcsolatos részvénytársaságot alakítsanak. Az alakuló értekezletet 1921. november 23-ára hívta össze a Pest vármegye székházának nagytermébe. Az értekezleten mintegy huszonöten jelentek meg, javarészben az Országos Magyar Földbérlők Egyesülete tagjai sorából; tényleges dohánytermelő alig volt köztük. Fabricius Endre, az OMGE titkára, napirend előtti felszólalásában arról beszélt, hogy szerinte az értekezlet kiindulási alapja mennyire elhibázott, feleslegesés és káros. Hosszasan elemezte álláspontját és már maguk a jelenlévő gazdák is kezdtek kételkedni elképzelésükben, amikor Keglevich Gábor gróf, a Pest megyei Gazda Egyesület elnöke váratlanul megjelent az értekezleten. Mint felszólalásában jelezte, annak összehívásáról nem is volt tudomása, nem volt meghívva a rendezvényre, de kijelentette, hogy csatlakozik azokhoz, akik egy dohánytermelő egyesület megalakítását kívánják.
A gróf felszólalása nyomán az értekezleten jelen lévők szótöbbséggel kimondták az Országos Dohánytermelő Egyesület megalakulását, melynek elnökéül, Floch-Reichersberg Alfréd javaslatára Keglevichet, alelnökévé pedig Farkas Gézát választották meg, majd 1922 tavaszára alakuló ülést hívtak össze. A dohánytermelők tömörülésének a célja elsősorban nem a termelésfejlesztés, hanem érdekeiknek a dohánymonopóliummal szembeni képviselete volt. Kezdeményezője volt a Daróczi Vilmos által szerkesztett Dohányújság a Szövetséghez történő átvételének, az alapító halálát követően. 1928-ban lemondott, mint alelnök, miután megszűnt, mint bérlő dohánytermelő lenni. Bár a közgyűlés elfogadta a lemondását, de abban reménykedve, hogy Farkas Géza még lesz dohánytermelő, nem töltötték be az alelnöki pozíciót. 1931-ben aztán ismét alelnökké választotta a közgyűlés, miután megint dohánytermesztésbe kezdett. 1936-ban a megromlott egészségi állapotára való hivatkozással végleg lemondott az alelnöki pozíciójáról, bár egészen haláláig foglalkoztatta és figyelemmel kísérte a dohány kérdését. Örömmel üdvözölte a Bethlen Pál dr. által vezetett Dohánytermelők Országos Szövetségének megalakulását, miután a dohányos gazdák érdekképviseletének megerősödését látta a megalakult illetve egyesült új szervezetben.
Farkas Géza elnöke volt a Hont-Nógrád vármegyei, majd Bars-Hont vármegyei Gazdasági Egyesületnek. Bars-Hont vármegyék törvényhatósága értékes közéleti munkásságának elismeréséül a vármegye képviseletében küldte a magyar országgyűlés felsőházába, a Nógrád megyei Gazdasági Egyesület pedig tiszteletbeli társelnökévé választotta, majd, mint kerületvezető intéző ment nyugállományba. 1944. július 27-én halt meg Drégelypalánkon. A családi sírboltba helyezték örök nyugalomra lakhelyén. Farkas Gézát a gazdatársadalom általános megbecsülésben, tiszteletben és szeretetben részesítette, különösen értékelve egyenes nyíltságát és őszinteségét, valamint azt a törhetetlen szívósságát, amellyel minden szavával és tettével a magyar gazdatársadalom egységének megteremtésén fáradozott.

## Családja

### Felmenői
Az ősrégi nemesi származású alsóőri Farkas családnak a sarja. A család ősei azokhoz a Vas vármegyei határőrökhöz tartoztak, akiket I. Károly magyar király Borostyánkő és Németújvár között telepített le; 1327. július 1-jén Óváron ezeket a királyi őröket (spiculatores nostri) nemcsak a régi (IV. Béla, V. István és IV. László) királyok idejében élvezett kiváltságaikban erősítette meg Károly Róbert, hanem egyszersmind az országos nemesek közé is sorozta és részükre külön „őrnagyságot” szervezett. Ezeknek a népes királyi nemes szolgáknak az utódai 1582. február 18-án Rudolf magyar királytól még 64 határőri családdal együtt, majd később 1611. február 16-án is Alsó- és Felsőőrre nyertek földbirtokadományt. Farkas Géza felmenői a Vas vármegyei Kancsóc (Felsőszentbenedek) nevű településre került, ahol földbirtokosok lettek és majd 1690. április 2-án nyertek címeres-levelet I. Lipót magyar királytól. A Kancsócon lakó alsőeőri Farkas családnak egy másik ága Zala vármegyébe került és az "alsóeőri" nemesi előnevet teljesen hanyagolva, királyi birtokadomány után (1716. március 22.)  a "boldogfai" nemesi előnevet viselte; ezzel "született" a boldogfai Farkas család.
Apja alsóeőri Farkas József (1816–1910), hercegprímási uradalmi jószágfelügyelő, anyja nemes Józsa Wargha Rozina (1825–1906) volt. Az apai nagyapja alsóeőri Farkas János, aki uradalmi tiszttartó (provisor dominalis) volt Zicsen 1795 és 1802 között a Zichy családnál, majd 1807 és 1816 között Bajnán a gróf Sándor családnál, és apai nagyanyja nemes Somogyi Julianna volt. Az apai nagyapai ükapja alsóeőri Farkas Mihály 1751-ben nyert nemesi bizonyítványt Somogy vármegyében. Az anyai nagyszülei nemes Józsa-Wargha László, főszolgabíró, földbirtokos és Kelepecz Anna voltak. Az anyai nagybátyja nemes Józsa-Wargha Benedek (1807–1896), királyi tanácsos, Esztergom vármegye első alispánja, 1848—49. évi magyar országgyűlési képviselő. Farkas Gézának a nővére alsóeőri Farkas Anna (1859-1897), akinek a férje nemespanni Czobor Gyula (1841-1908), prímási uradalmi intéző; Czobor Gyula és alsóeőri Farkas Anna gyermeke nemespanni Czobor Imre (1883–1959), kerületi kormánybiztos, Komárom és Esztergom vármegyék főispánja 1920-tól az újabb vármegyerendezésig. Farkas Géza fivére alsóeőri Farkas Ferenc (1852–1916), hercegprímási uradalmi nagybérlő, akinek nejétől, Szlamka Anna Anasztázia (1859–1936) asszonytól született egyik lánya alsóeőri Farkas Anna (1892–†?), akinek az első férje kelenföldi Röck Béla (1882–1932), gépészmérnök, a második nagykállói Kállay Tamás (1875–1963), majd a harmadik férje gróf Khuen-Héderváry Sándor (1871–1946) császári és királyi kamarás, magyar királyi titkos tanácsos, diplomata, nagybirtokos volt.

### Házassága és leszármazottjai
1900. január 10-én Miskolcon feleségül vette Tárczay Erzsébet Mária Ilona "Elza" (Temesvár, 1880. szeptember 7.) kisasszonyt, akinek a vér szerinti szülei Kopping János dohánygyári tiszt és Marossy Ilona voltak, de miután megárvult, nagybátyja, Tárczay Ferenc MÁV üzletvezetöségi felügyelő (nagynénje, Marossy Franciska férje) örökbe fogadta és a nevére vette. Alsóeőri Farkas Géza és Tárczay Elza frigyéből született:
- alsóeőri Farkas Géza (Drégelypalánk, 1901. január 18.–Budapest, 1927. június 18.), földbirtokos.[19][20]
- alsóeőri Farkas Zoltán Lajos (Drégelypalánk, 1902. május 25.–Budapest, 1964. december 3.) okleveles gazda.[21] Felesége: Crettier Ilona.[22]
- alsóeőri Farkas Lajos (Drégelypalánk, 1903. május 6.–Exmore, Virginia, USA, 1969. február 20.) nagyoroszi uradalmi intéző.[23][24] 1.f.: eleméri Réthy Matild. 2.f.: Sweetland Muriel C. (London, Egyesült Királyság, 1892. szeptember 5.–Exmore, Virginia, USA, 1970. június 10.).[25]
- alsóeőri Farkas Tibor (Drégelypalánk, 1905. december 7.–†?) óházai gazdatiszt. Neje: Nagy M. Eszter, a Julia Richmann Highschool történelem-tanárnője.